# Kanji Ōta
Kanji Ōta bzw. Kanji Ohta (jap. 太田 寛二, Ōta Kanji; * 1959) ist ein japanischer Jazzmusiker (Piano).
Kanji Ōta arbeitete ab den 1970er-Jahren in der japanischen Jazzszene u. a. mit Fumio Watanabe, mit dem 1979 erste Aufnahmen entstanden (Fumio), in den folgenden Jahren auch mit Yoshiaki Miyanoue (Groovin' High) und im Trio des Schlagzeugers Shinji Mori (Sweet Pumpkin, 1987). Anfang 1981 spielte er für Crown sein Debütalbum Blue Highland ein; seinem Trio gehörten Satoshi Kosugi und Kazuyoshi Okayama an. Bei einem New-York-Aufenthalt nahm er Mitte 2001 mit Earl May und Jimmy Lovelace das Album If You Could See Me Now auf; darauf interpretierte er Jazzstandards wie „Yesterdays“, „All the Things You Are“ und „Out of Nowhere“. Ab den 2000er-Jahren arbeitete er mit der Sängerin Nabulo Kiryu (Singin Love, 2002). Im Bereich des Jazz listet ihn Tom Lord zwischen 1979 und 2013 bei zehn Aufnahmesessions.
Ferner spielte er u. a. mit dem Saxophonisten Toru Ambo (Misty Night, mit Teiji Sasaki, Bass  und Kenichiro Murata, Schlagzeug). 2002 entstand aus Anlass des 15. Hochzeitstags mit der Pianistin Toshiko Kiryu der Livemitschnitt Kanji Ohta & The Jazz Family with Jimmy Heath: Our Jazz Family, an der neben Heath auch Earl May und Jimmy Lovelace sowie Toshiko Kiryu und die gemeinsame Tochter Nabuko Kiryu (Gesang) beteiligt waren. 2015 legte er noch das Album This Is No Laughing Matter vor.